# ACM Computing Surveys
ACM Computing Surveys est une revue scientifique basée sur l'évaluation par les pairs publiée par l'Association for Computing Machinery.
La revue a été fondée en 1969. Elle publie des articles sur l'informatique et les ordinateurs.
Selon le Journal Citation Reports, ACM Computing Surveys a le facteur d'impact le plus élevé des revues informatiques. Dans un classement de revues informatiques de 2008, ACM Computing Surveys a reçu la plus haute note : A*.

## Source
- (en) Cet article est partiellement ou en totalité issu de l’article de Wikipédia en anglais intitulé « ACM Computing Surveys » (voir la liste des auteurs).